# Assedio di Belgrado (1521)
L'assedio di Belgrado del 1521, avvenne dal 25 giugno al 29 agosto dello stesso anno, sotto la guida del sultano Solimano I. Belgrado era una città fortificata appartenente al Regno di Ungheria. Dopo la distruzione delle mura con un bombardamento durato sette giorni, la città fu facilmente conquistata con limitate perdite umane. La città divenne un'importante base per ulteriori operazioni militari in Europa e la sua conquista fu infatti un primo passo per la successiva battaglia di Mohács e per l'acquisizione del Regno di Ungheria da parte degli Ottomani. Nel periodo ottomano fu una delle città più grandi d'Europa.